# Radio Bari
Radio Bari, est une station de radio italienne diffusant depuis Bari dans le sud de l'Italie.  D'une puissance de 20 kW, elle a été mise en service par la société nationale de radiodiffusion italienne EIAR en 1932. 

## Histoire

### Radio Bari sous le régime fasciste
Par décision du régime fasciste, en 1934, Radio Bari a commencé à diffuser des programmes de propagande accompagnés de musique et de commentaires politiques à l'intention des auditeurs des pays arabophones. Ces émissions, diffusées à intervalles réguliers de 10 h 30 à 3 heures du matin sont captées dans tout le bassin méditerranéen, atteignant des pays tels que l'Égypte, la Palestine, l'Irak, la Syrie, le Liban, l'Algérie, la Tunisie et le Maroc, où l' influence britannique ou française était  prédominante. La station a également diffusé en grec.
Une véritable guerre radio dure tout au long de la Seconde Guerre mondiale avec le brouillage des signaux radio, entre les stations de radio de l'Axe et celles des Alliés.

### Radio Bari pendant la Résistance
Le 8 septembre 1943, l'émetteur de Bari, l'un des rares encore en activité dans le sud de l'Italie est occupé par un groupe d'intellectuels locaux politiquement proches du philosophe Benedetto Croce ainsi que par des groupes d'antifascistes, républicains, démocrates et militants du Parti d'action. Avec l'aide de quelques techniciens radio, le 11 septembre  ils transmettent le premier message du roi d'Italie, Victor-Emmanuel III, après son départ de Rome. Ce fait constitué la  première diffusion de l'Italie libre.
À partir du 23 septembre 1943, les locaux de Radio Bari sont occupés par les Américains qui en font immédiatement l'organe de leur quartier général d'Alger. Le programme de base est Italia combatte (l'« Italie se bat » ) dans laquelle, tout en respectant les directives du Commandement allié, les intervenants ciblent l'opinion publique du sud de l'Italie avec des reportages, des nouvelles et de témoignages du front, de la guérilla ainsi que des informations pour les partisans et la diffusion de propagande antifasciste. Ces programmes politiques étaient agrémentes par « beaucoup de musique pour laquelle un magasin de disques entier a été réquisitionné ».
Dans son histoire de 2011 du British Special Operations Executive (SOE) en Italie dans les années 1943-1945, David Stafford écrit :
« Contact with resistance groups was also maintained through Radio Bari. This was a station under allied control from which, every night at 2030 GMT, a special resistance programme, produced jointly by No. 1 Special Force and the Political Warfare Board Executive, was broadcast throughout Italy. It was through this link that general directives were sent to resistance groups, and that reception committees were alerted to supply drops. It would also be the means by which the resistance in general would be ordered to act when the signal was given »
—  David Stafford ,  Special Operations Executive  

« Le contact avec les groupes de résistance a également été maintenu par l'intermédiaire de Radio Bari. Il s'agissait d'une station sous contrôle allié à partir de laquelle, chaque nuit à 2030 GMT, un programme spécial de résistance, produit conjointement par la Force spéciale n°1 et la direction du Conseil de guerre politique, était diffusé dans toute l'Italie. C'est par cette liaison que les directives générales étaient envoyées aux groupes de résistance, et que les comités de réception étaient alertés des largages de ravitaillement. C'est aussi le moyen par lequel la résistance en général reçoit l'ordre d'agir lorsque le signal est donné »
— Special Operations Executive  
.

## Déclin
Ayant atteint son apogée avec les congrès de la CLN, la parabole de Radio Bari entame sa phase descendante avec le transfert du gouvernement italien à Salerne. La station est privée de ses collaborateurs et commentateurs politiques transférés en février 1944 à Radio Napoli, à Naples. Fin février  1944 l'émission Notizie a casa est transférée à Naples avec la rédaction de L'Italia combatte. La diminution du nombre d'informations et des connexions avec la BBC et la Voice of America marquent son coup d'arrêt.